# Vererbung (Biologie)

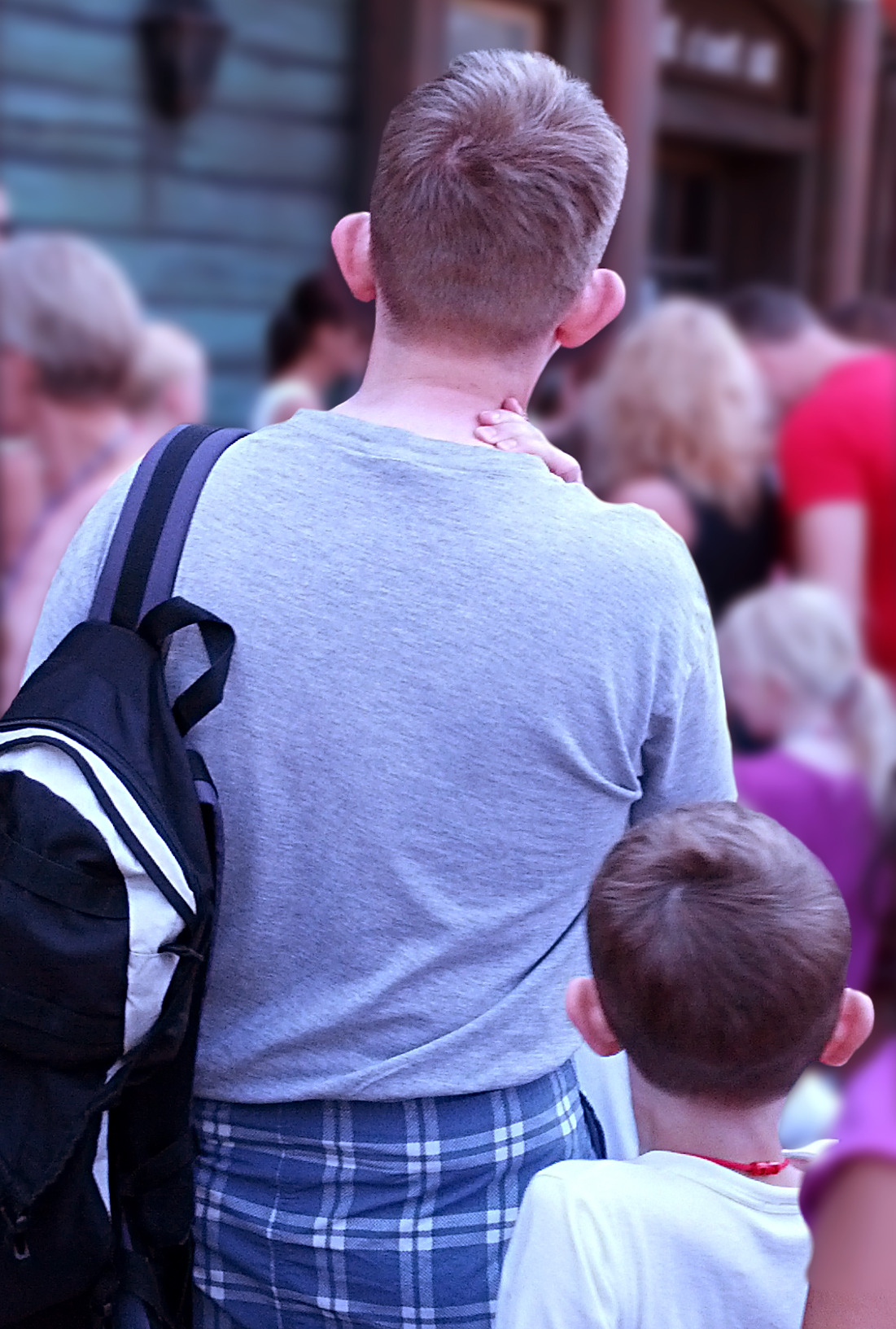
Vererbung phänotypischer Merkmale: Vater und Sohn mit Haarwirbel und Otapostasis

Die Vererbung (selten auch Heredität, abgeleitet von lateinisch hereditas ‚Erbe‘, vgl. englisch heredity) ist die Weitergabe von Erbanlagen (Genen) von einer Generation von Lebewesen an ihre Nachkommen, die bei diesen ähnliche Merkmale und Eigenschaften wie bei den Vorfahren bewirken und hervorbringen. Die materielle Grundlage der Erbanlagen, die Erbsubstanz, ist die DNA.
Die biologische Wissenschaft, die sich mit der biochemischen Informationsspeicherung und den Regeln ihrer Übertragung von Generation zu Generation befasst, ist die Genetik.

## Forschungsansätze
Während bis ins 19. Jahrhundert die verwandtschaftliche Ähnlichkeit, die Nachkommen gegenüber ihren Vorfahren aufweisen, unhinterfragt als direkte Wirkung der Eltern bei der Zeugung und Fortpflanzung, oft in unklarer Weise als Eigenschaft des „Blutes“, aufgefasst wurden, wurde durch die Entdeckungen Anfang des 20. Jahrhunderts klar, dass die Vererbung an diskrete Einheiten einer besonderen Erbsubstanz, die Gene, gebunden ist. Erst nach dem Zweiten Weltkrieg wurde dann nachgewiesen, dass diese an eine bestimmte Erbsubstanz, die DNA, gebunden sind (siehe Genetik#Molekulargenetik). Die Pioniere der Genetik begannen die Erforschung, in dem sie ausschließlich Lebewesen und ihre Eigenschaften miteinander verglichen, ohne dass ihnen schon bekannt gewesen wäre, was ein „Gen“ eigentlich tatsächlich ist. Wichtigstes Handwerkszeug dieser Forschung war die genaue Analyse von Stammbäumen. Diese Forschungen werden bis heute, vor allem im Rahmen der Humangenetik, fortgeführt. Der Forschungsbereich wird formale Genetik genannt. Wichtigster Gegenstand der formalen Genetik ist die Erforschung von Kreuzungen und Erbgängen.
Innerhalb der Genetik entwickelten sich darüber hinaus zwei getrennte Forschungsprogramme. Einerseits wurden, an die Erkenntnisse der formalen Genetik anschließend, einzelne Gene und ihre Wirkungen in den Fokus genommen. Dieser Ansatz ist vor allem geeignet für Gene, die jeweils einen großen Effekt bewirken, so dass ihre Auswirkungen leicht erkennbar und vergleichbar sind. Er wird meist als systematische Genetik bezeichnet.
Diese Methodik stößt allerdings bei zahlreichen Merkmalen rasch an ihre Grenzen, weil die Zusammenhänge zwischen Merkmalen und Genen oft verwickelt und schwer erkennbar sind. In den meisten Fällen wird ein interessierendes Merkmal von mehreren, unter Umständen Hunderten, verschiedenen Genen, jeweils in kleinem Ausmaß, beeinflusst (Polygenie), so dass der Einfluss jedes einzelnen Gens nur schwer erkennbar ist. Außerdem besitzt jedes dieser Gene oft zahlreiche, manchmal völlig unterschiedliche, Funktionen und Wirkungen (Pleiotropie), die außerdem in schwer durchschaubarer Weise miteinander und mit ihrer Umwelt interagieren. Solche, von zahlreichen Genen beeinflusste Merkmale werden im Rahmen der quantitativen Genetik erforscht. Ein wichtiges Konzept der quantitativen Genetik ist etwa die Heritabilität oder Erblichkeit.

## Begriffsgeschichte
Erbe und Vererbung waren ursprünglich juristische Begriffe, die erst am Ende des 18. Jahrhunderts auch auf den Bereich der Fortpflanzung der Organismen übertragen wurden. Im Rahmen der hier herrschenden Präformationslehre stellte man sich damals vor, dass alle zukünftigen Nachkommen im elterlichen Organismus bereits vorgebildet sind und sich nur noch entfalten müssen. Erst aufgrund der detaillierten embryologischen Untersuchungen von Christian Heinrich Pander (1817) und Karl Ernst von Baer (1828) wurden diese Vorstellungen überwunden, und es wurde allgemein akzeptiert, dass die Organismen sich aus undifferenzierten Eiern oder Samen allmählich herausbilden (Epigenese). Nun war es allerdings völlig unklar, worauf die Ähnlichkeit von Eltern und Nachkommen beruht, also was Vererbung im biologischen Sinn eigentlich ist.
Vorherrschend war bis in das frühe 20. Jahrhundert hinein die Auffassung, dass der ganze elterliche Organismus auf die Eigenschaften der Nachkommen Einfluss nimmt und dass dies durch eine Flüssigkeit (beim Menschen das Blut) vermittelt werde. So wurden etwa Nachkommen aus Mischehen oder Kreuzungen verschiedener Rassen als Mischlinge oder Bastarde betrachtet und entsprechend kategorisiert. Hinzu kam die Vorstellung, dass auch im Laufe des Lebens eines elterlichen Organismus erworbene Eigenschaften vererbt werden können (heute als Lamarckismus bezeichnet). Diese Ansichten vertrat auch Charles Darwin mit seiner Pangenesistheorie. Um 1885 hatte sich ein Streit um das Vererbungsproblem zwischen Neolamarckisten und Neodarwinisten entwickelt.
Einen grundlegend anderen Ansatz verfolgte der Augustiner-Mönch Gregor Mendel. In systematischen Kreuzungsversuchen mit Pflanzen untersuchte er einzelne Merkmale, und zwar deren sexuelle Weitergabe und nachfolgende Ausprägung. Seine Ergebnisse, die er 1866 publizierte, blieben in der Wissenschaft allerdings nahezu unbeachtet. In ähnlicher Weise revolutionär war die Keimplasmatheorie, die August Weismann in den 1880er Jahren entwickelte. Weismann wies sowohl die Annahme einer Vererbung erworbener Eigenschaften als auch die einer Einwirkung des gesamten Organismus auf die Vererbung zurück. Seine Postulate waren allerdings zunächst sehr umstritten.
Mendels Pionierleistung wurde in der Fachwelt erst 1900 allgemein bekannt, als Hugo de Vries, Carl Correns und möglicherweise auch Erich Tschermak unabhängig zu Ergebnissen gelangt waren, welche die von Mendel an Erbsen gewonnenen Prinzipien bestätigten. Ein weiterer wesentlicher Schritt in der Entwicklung des Vererbungsbegriffs war die Formulierung der Chromosomentheorie der Vererbung durch Theodor Boveri 1904.

## Grundlagen
Die Vererbung von Merkmalen der äußeren Erscheinung von Lebewesen, einschließlich von Merkmalen des Verhaltens und des Stoffwechsels, beruht im Wesentlichen auf einem langkettigen Makromolekül, der Desoxyribonukleinsäure (DNA). Erbinformationen sind in der DNA durch ihre Nukleotidsequenz kodiert. Das bedeutet, der Informationsgehalt entspricht einer Zeichenfolge, einer Art Alphabet aus vier Buchstaben, den sogenannten Nukleotiden (oft einfach als Basen bezeichnet), Adenin A, Guanin G, Thymin T, und Cytosin C, die auf dem linearen DNA-Strang hintereinander liegen. (Viren, die nicht als Lebewesen zählen, da sie keinen eigenen Stoffwechsel besitzen, unterliegen ebenfalls der Vererbung. Ihre Erbinformation besteht entweder aus DNA oder aus RNA.)
Die Produktion von Nachkommen beruht auf den Zellen und deren Teilung; meist geht (wie beim Menschen) ein Nachkomme auf jeweils eine einzige Zelle zurück. Bei der gewöhnlichen Zellteilung wird die DNA der Mutterzelle zunächst verdoppelt und dann, jeweils zur Hälfte, auf die beiden Tochterzellen verteilt. Dabei bleibt die Erbinformation selbst unverändert, wenn nicht durch seltene Fehler bei der Replikation, Mutationen genannt, Abweichungen auftreten. Die DNA wird aber durch besondere Mechanismen beim Vererbungsvorgang oft neu kombiniert, so dass bei unveränderter Grundsequenz veränderte Merkmale auftreten können (vgl. dazu unten). Die DNA besteht neben Abschnitten, die Erbinformationen enthalten, auch aus Abschnitten, von denen kein Informationsgehalt bekannt ist; oft handelt es sich um ständig wiederholte kurze Abschnitte mit immer derselben Sequenz (Repetitive DNA). Teile der DNA ohne Erbinformation sind bei den Prokaryoten (z. B. Bakterien) nur kurz, bei den Eukaryoten aber sehr lang, meist sogar länger als die informationshaltigen Abschnitte. Die verbleibenden, informationstragenden DNA-Sequenzen sind die Gene (unter Einschluss der Sequenzabschnitte, die ihrer Regulation dienen).
Forschungen, die zum Beispiel auf dem sog. ENCODE-Projekt zum menschlichen Genom aufbauen, haben gezeigt, dass die Genregulation weitaus komplexer ist, als vorher angenommen. So können Gene auf dem DNA-Strang teilweise überlappen und durch alternatives Spleißen verschiedene Proteine ergeben. Manche Proteine, deren Transkriptionseinheiten im DNA-Strang weit auseinanderliegen, werden nachträglich zusammengebaut. Andere DNA-Abschnitte kodieren RNA-Sequenzen, die durch RNA-Interferenz weit entfernte Gene mit regulieren.
Die Gesamtheit der in der DNA eines Organismus enthaltenen Erbinformationen wird als Genom bezeichnet. Bei Eukaryoten – und somit bei allen höheren Organismen – ist der größte Teil der DNA in Chromosomen organisiert, welche sich im Zellkern befinden. Zusätzlich enthalten die Mitochondrien und Plastiden eigene Erbinformationen. Bei diesen Organellen sowie bei den Prokaryoten (z. B. Bakterien) liegt die DNA zumeist als ringförmiges Molekül vor.

### Gen-Definitionen
Je nach Betrachtungsweise entspricht ein „Gen“ verschiedenen Sachverhalten, die aber logisch zusammenhängen.
- Eine getrennte (diskrete), individuelle „Erbanlage“ für ein bestimmtes Merkmal (oder eine Kombination von Merkmalen). (Betrachtungsebene der formalen Genetik.)
- Ein bestimmter, informationstragender Abschnitt des Erbmoleküls DNA. In diesem Abschnitt kodiert eine feste Folge der Nukleotide (Basen; z. B. AATCAGGTCA…) die Erbinformation. Jedes Gen ist durch eine bestimmte Nukleotidsequenz charakterisiert.
- Der genetische Code verlangt jeweils eine Gruppe von drei Basen (ein Basentriplett) für eine bestimmte Aminosäure eines Proteins. Deswegen sind die informationstragenden DNA-Einheiten als offenes Leseraster organisiert. Jedem Gen entspricht eine Transkriptions-Einheit, die zu einem Protein führt.
- Die proteinkodierende DNA-Sequenz ist allerdings nur ein Teil der tatsächlichen Erbeinheit. Lange Abschnitte, die weitaus länger sein können als die kodierende Sequenz selbst, bestimmen, wann dieses Gen gelesen (transkribiert) wird. Als wichtiges Beispiel gelten sogenannte Cis-Elemente. Sie liegen auf dem kodierenden Strang und schalten seine Transkription ein / aus, wenn ein bestimmtes Zellsignal eintrifft. Nach dieser Definition gehören regulierende DNA-Sequenzen zum Gen. Sie sind für den Vererbungsvorgang bedeutsam, weil sie unabhängig von der kodierenden Sequenz mutieren und so Merkmale verändern können.

### Vom Genotyp zum Phänotyp
Der Phänotyp eines Lebewesens wird zu einem großen Teil durch die Aktivität von Enzymen bestimmt, welche wiederum durch die auf der DNA enthaltene Information festgelegt wird – man nennt dies den Genotyp. Durch Wechselwirkung von Enzymen und Regulatorproteinen mit der Umwelt während der Entwicklung des Individuums entsteht daraus der Phänotyp. Die Verbindung zwischen dem Genotyp, der Umwelt und dem daraus resultierenden Phänotyp stellt die Reaktionsnorm dar. In Form der Regulationsmechanismen der genetischen Ausprägung stellt die Reaktionsnorm die Umsetzungsfunktion R zwischen Umwelt U und Phänotyp P dar: P = R(U).
Unter den zahlreichen Genen eines höheren Organismus (Eukaryoten) gibt es nur wenige einzelne, die ein ebenso einzelnes Merkmal im Phänotyp bewirken. Nur solche relativ seltenen Fälle mendeln: sie zeigen unmittelbar die sogenannten Mendelschen Regeln. Dieser Umstand beleuchtet das Genie ihres Entdeckers, der nach Alleinverursachern im Erbgut der Erbse gesucht hatte.

### Mutation
Genome müssen nicht durch alle Generationen unverändert weitergegeben werden. Bei der Duplikation der Genome und bei der Verteilung der DNA während der Zellteilungen kann es zu Fehlern kommen. Die dabei entstandenen Veränderungen des Genoms können Auswirkungen auf den Phänotyp haben. Man bezeichnet solche Veränderungen als Mutationen und die dadurch von der vorangehenden Generation abweichenden Individuen als Mutanten. Mutationen sind eine der Voraussetzungen für die Evolution der Lebewesen.

## Übertragung (Transmission) von Erbmaterial

### Transmission bei ungeschlechtlicher Vermehrung
Bei Einzellern, die sich gewöhnlich durch Teilung vermehren, wird die DNA in Form identischer Kopien auf die Tochterzellen verteilt. Dazu muss sie in mindestens zwei identischen Kopien vorliegen. Der Zellteilung geht deshalb eine Verdoppelung der DNA voraus. Bei eukaryotischen Einzellern bleibt dabei die Anzahl der Chromosomen konstant, und jedes Chromosom besteht dann aus zwei aneinandergelagerten, identischen „Chromatiden“. Diese Schwester-Chromatiden werden durch den Vorgang der Mitose in streng geregelter Weise zwei Tochter-Zellkernen zugeteilt, und beide Tochterzellen erhalten je einen der genetisch identischen Kerne.
In entsprechender Weise werden auch beim Wachstum mehrzelliger Lebewesen alle Zellen mit identischem Erbmaterial ausgestattet. Bei der Fortpflanzung durch Abspaltung einer Zelle oder eines mehrzelligen Entwicklungsstadiums (ungeschlechtliche Vermehrung) sind daher auch alle Nachkommen genetisch identisch.

### Transmission bei geschlechtlicher Fortpflanzung
Bei geschlechtlicher (sexueller) Fortpflanzung werden Teile der Genome zweier Individuen (Eltern) neu kombiniert (Rekombination). Dabei erhält jeder Nachkomme je die Hälfte seines Genoms von einem der Eltern und besitzt daher (mindestens) zwei homologe Chromosomensätze. Diese Verdoppelung des Chromosomenbestands wird im Verlauf des Lebenszyklus durch eine entsprechende Halbierung bei einer Reduktionsteilung (Meiose) ausgeglichen; beide Vorgänge zusammen bezeichnet man als Kernphasenwechsel. Im einfachsten und häufigsten Fall handelt es sich um einen Wechsel zwischen einer haploiden Phase mit einem Chromosomensatz und einer diploiden Phase mit zwei homologen (gewöhnlich aber genetisch nicht identischen) Sätzen. Es können aber (insbesondere bei Kulturpflanzen) auch mehr als zwei Sätze vorhanden sein (Polyploidie).
Beim Menschen und allgemein bei Wirbeltieren sind nur die Geschlechtszellen (Gameten) haploid, und sie vereinigen sich zur diploiden Zygote, aus welcher der ebenfalls diploide Nachkomme hervorgeht. Bei anderen Organismen, wie etwa Moosen, Farnen oder Hohltieren, wechseln sich diploide und haploide Generationen ab (Generationswechsel), und wieder andere, z. B. viele primitive Algen, sind normalerweise haploid und bilden nur diploide Zygoten, aus denen nach der Meiose wieder haploide Nachkommen hervorgehen.
In allen diesen Fällen werden bei der Meiose homologe Chromosomen zufällig auf die Tochterzellen verteilt, und außerdem erfolgt zumeist auch ein Austausch von Teilen homologer Chromosomen (Crossing-over), wodurch auch Gene, die auf homologen Chromosomen liegen, neu kombiniert werden können.

### Extrachromosomale Vererbung
Die extrachromosomale oder zytoplasmatische Vererbung beruht darauf, dass einige Zellorganellen, die Mitochondrien und Plastiden, ein eigenes kleines Genom besitzen, das unabhängig von den Chromosomen vererbt wird. Diese Organellen werden als semiautonom bezeichnet, da ein Teil der zu ihrer Bildung und Funktion benötigten Gene nicht im Zellkern, sondern in den Organellen selbst lokalisiert ist. Eine allgemein akzeptierte Erklärung dieses Sonderfalles gibt die Endosymbiontentheorie.
Da die weiblichen Keimzellen immer deutlich mehr Zytoplasma als die männlichen Keimzellen aufweisen (das weibliche Geschlecht und das männliche Geschlecht werden über den Größenunterschied der Keimzellen definiert), werden die im Zytoplasma eingebundenen Zellorganellen, und damit auch deren Erbgut, ganz oder zumindest überwiegend über die maternale (mütterliche) Linie weitergegeben. Damit gehorcht die extrachromosomale Vererbung nicht den Mendelschen Regeln.
Das Phänomen der extrachromosomalen Vererbung wird in der Archäogenetik zur Ermittlung von Stammbäumen eingesetzt. Das hier wohl bekannteste Beispiel ist die sogenannte Mitochondriale Eva.
Die extrachromosomale Vererbung ist bei einigen seltenen Erbkrankheiten relevant (siehe auch Erbgang der Mitochondriopathie).

## Beispiele für Erbgänge

### Dominant-rezessive Vererbung
Bei der dominant-rezessiven Form der Vererbung setzt sich das dominante Allel gegenüber dem rezessiven Allel durch. Die Fellfarbe der Hausmäuse wird z. B. dominant-rezessiv vererbt, wobei das Allel für graues Fell dominant und das Allel für weißes Fell rezessiv ist. Bekommt eine Jungmaus von einem Elternteil die Erbinformation für weißes Fell und vom anderen die Erbinformation für graues Fell, so wird es ein graues Fell haben. Die Erbinformation für das rezessive Allel (hier „weiße Fellfarbe“) kann jedoch an die nächste Generation weitergegeben werden.
Bei einem diploiden Organismus sind die in den Mendelschen Regeln beschriebenen Aufspaltungen zu beobachten. Bei dominant-rezessiver Vererbung gleichen die Nachkommen oft völlig einem Elternteil, da sich nur das dominante Gen durchsetzt – die Merkmale des rezessiven sind zwar im Erbgut vorhanden (Trägertum), kommen jedoch in dieser Generation nicht zur Ausprägung.
Erbkrankheiten werden meistens rezessiv vererbt, unter anderem Albinismus, Mukoviszidose und Sichelzellanämie. Zu den wenigen dominant vererbten Krankheiten gehören Nachtblindheit, Zystenniere (ADPKD), Kurzfingrigkeit, Skelettdeformationen (Spalthand, Spaltfuß, Polydactylie, Syndaktylie), die Nervenkrankheit Chorea Huntington sowie das Marfan-Syndrom.

### Intermediäre Vererbung
Bei intermediärer Vererbung wird eine Mischform der beiden Erbanlagen ausgebildet. Zum Beispiel wird bei der japanischen Wunderblume (Mirabilis jalapa) die Blütenfarbe intermediär vererbt: Besitzt ein Exemplar eine Anlage für rote und eine für weiße Blütenblätter, so bildet es rosa Blütenblätter aus.
Intermediäre Vererbung ist die seltenere Variante der Vererbung.

## Nicht-Mendelsche Vererbung
Zu großen Teilen folgt die Vererbung nicht den Mendelschen Regeln. Eine sehr häufige Abweichung ist die Genkopplung, bei der verschiedene Gene nicht unabhängig voneinander vererbt werden, sondern miteinander gekoppelt, weil sie auf demselben Chromosom liegen. Jedes Chromosom im haploiden Chromosomensatz bildet insofern eine Koppelungsgruppe. Allerdings ist auch die Koppelung nicht absolut, sondern wird durch das Crossing-over bei der Meiose zum Teil aufgehoben. Daher werden Gene umso stärker gekoppelt vererbt, je näher sie auf dem Chromosom beieinander liegen, während weit voneinander entfernt lokalisierte Gene unabhängig vererbt werden, weil zwischen ihnen mit Sicherheit mindestens einmal Crossing-over stattfindet.
Eine weitere Ausnahme ist die zytoplasmatische Vererbung, die auf Genen beruht, welche nicht in den Chromosomen, sondern in den Mitochondrien oder Plastiden liegen. Da diese Organellen nur im weiblichen Geschlecht weitergegeben werden, erfolgt hier die Vererbung allein in der weiblichen Linie (maternal).
Diverse weitere Abweichungen von der Mendelschen Vererbung werden als Meiotic Drive zusammengefasst. Da handelt es sich darum, dass bestimmte Gene oder Chromosomen häufiger in die Gameten gelangen als ihre Homologen (nicht-zufällige Segregation bei der Meiose) oder auf andere Weise bevorzugt an die Nachkommen weitergegeben werden.
Ebenfalls nicht den Mendelschen Regeln folgt die epigenetische Vererbung, die im nächsten Abschnitt behandelt wird.

## Epigenetische Vererbung
Neben der auf der Transmission von Genen beruhenden Vererbung gibt es auch verschiedene Formen der Vererbung von Eigenschaften unabhängig von der Basensequenz in der DNA. Sie werden als epigenetisch bezeichnet und sind Gegenstand der Epigenetik. Während die Epigenetik vor allem Vorgänge bei der Differenzierung von Zellen und Geweben innerhalb eines Organismus untersucht, handelt es sich bei der epigenetischen Vererbung im engeren Sinn um die Transmission epigenetischer Modifikationen über mehrere Generationen hinweg.
Die häufigste epigenetische Modifikation ist die Methylierung bestimmter Basen der DNA, wobei die Basensequenz unverändert bleibt, aber die Genexpression verändert wird. Ebenso können die Histone, mit der DNA assoziierte Proteine, chemisch modifiziert werden, was sich ebenfalls auf die Genexpression auswirken kann. Drittens gibt es verschiedene Varianten des Gen-Silencings, bei denen kurze RNA-Stücke die Erkennung homologer DNA- oder RNA-Sequenzen vermitteln und die Transkription oder die Translation spezifisch gehemmt wird. Alle diese epigenetischen Effekte können über Generationen hinweg wirksam sein.
Eine weitere Möglichkeit stellen Prion-ähnliche Proteine dar, die in unterschiedlichen Faltungen auftreten. Wenn diese Faltungen stabil sind und die Anwesenheit der einen Form die Umfaltung der anderen Form auslöst, können Informationen vererbt werden. Diese Vererbung ist zum Beispiel bei Pilzen wie den Hefen nachgewiesen.
Epigenetische Vererbung ist besonders häufig bei Pflanzen und auch bei dem Fadenwurm Caenorhabditis elegans und der Fliege Drosophila melanogaster gut dokumentiert, während sie bei Säugern (einschließlich des Menschen) nur selten auftritt. Letzteres hängt damit zusammen, dass bei Säugern epigenetische Programmierungen nach der Befruchtung und erneut in der Keimbahn zurückgesetzt werden, wodurch die betreffenden Zellen totipotent werden, d. h. sich zu allen spezielleren Zelltypen differenzieren können. Dagegen haben Pflanzen keine abgetrennte Keimbahn und können sich vegetativ vermehren oder künstlich durch Stecklinge vermehrt werden.

## Vererbung außerhalb der Biologie
Die Fähigkeit zur Vererbung und Evolution ist nicht auf Systeme mit biologischer Herkunft beschränkt. Auch synthetische Polymere mit informationsspeichernden Eigenschaften sind dazu fähig.